# Techniken der mittelalterlichen Buchmalerei
Viele Handschriften des Mittelalters sind mit Buchmalerei geschmückt. Während es ausführliche Literatur zu den einzelnen Handschriften gibt, werden hier Techniken der mittelalterlichen Buchmalerei im Detail besprochen.

## Beschreibmaterial

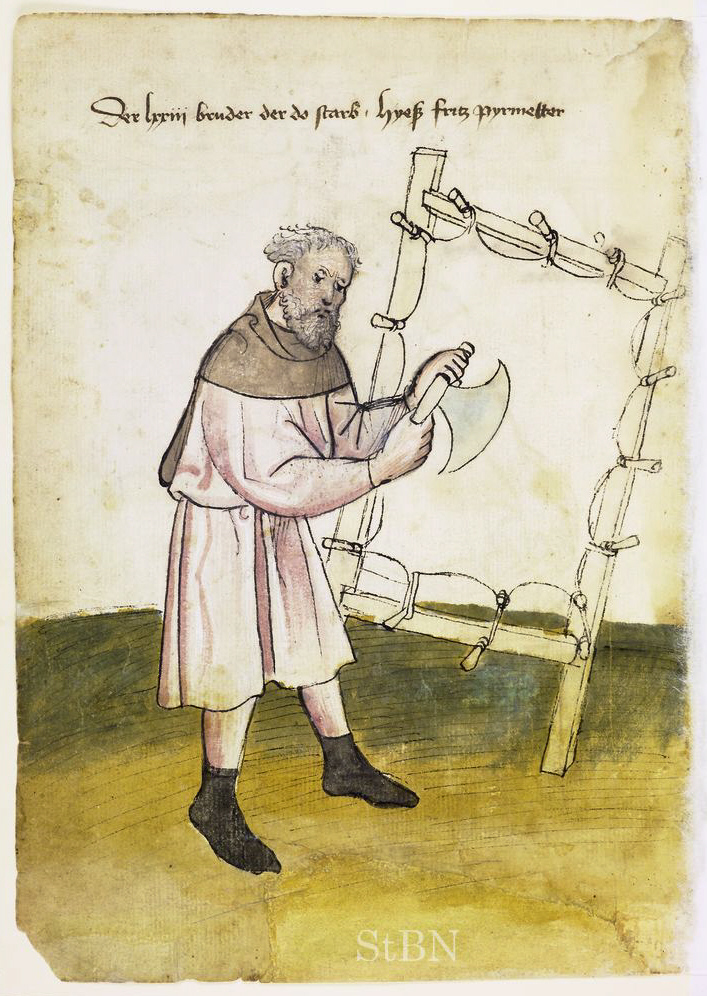
Pergamentmacher in den Nürnberger Hausbüchern um 1425

Im 3. Jahrhundert vor Christus gründete König Ptolemaios I. die Bibliothek von Alexandria, aus der mit der Zeit eine allumfassende Sammlung von Schriften wurde. Diese waren, wie damals üblich, auf Schriftrollen, sog. Rotuli, geschrieben, die aus Blättern der Papyrusstaude angefertigt waren. Der Text stand dabei in Spalten. Aber bereits im ersten Jahrhunderten nach Christi Geburt gelang ein technischer Durchbruch, indem gebeizte Tierhäute, das sogenannte Pergament, zu einem Buch zusammengeheftet wurden, in dem geblättert werden konnte. Beide Formen bestanden eine Zeit lang nebeneinander; es gab auch Bücher aus dem preiswerteren Papyrus. Da es jedoch einfacher war, einen Codex zu lesen als einen Rotulus, und weil die Lebensdauer von Papyrusrollen selten zwei Jahrhunderte überschritt, setzte sich ab dem zweiten Jahrhundert nach Christus das Buch aus Pergament durch. Unsere Kenntnisse der klassischen antiken Literatur und Wissenschaft wären viel geringer, gäbe es die Abschriften in Pergamentcodices nicht. Doch nicht nur die Texte wurden kopiert, sondern auch die antiken Illustrationen, denn auch die Buchrollen waren zum Teil üppig mit Bildern ausgestattet.
Begehrt war Pergament aus der Haut von Kälbern und Lämmern, aber Pergament aus Ziegenhaut gilt als das beste Pergament. Zur Vorbereitung wurde die frische Haut mehrere Tage in Kalkwasser eingeweicht, auf einen Rahmen gespannt, mit einem scharfen, gebogenen Messer abgeschabt, um die letzten Haar- und Fettreste zu beseitigen und dann getrocknet. Zum Trocknen werden rechteckige Rahmen verwendet. Der Rand der schlaffen, nassen Haut wird in Abständen mit einer Kordel an einem Zapfen im Rahmen befestigt. Wenn die Haut auf diese Weise locker aufgehängt ist, werden die Zapfen gedreht, bis die Kordeln gespannt sind und die Haut gleichmäßig gedehnt wird. Pergament schrumpft beim Trocknen sehr stark, so dass beim Trocknen die Verspannung immer wieder gelockert werden muss, damit die Haut sich nicht losreißt. Wenn die Haut trocken ist, ist sie so straff wie ein Trommelfell.

Die Pergamentblätter schnitt man auf eine einheitliche Größe zu. Aus großen Pergamentstücken konnten durch dreimaliges Falten „Lagen“ von vier Doppelblättern (16 Seiten), sogenannte Quaternionen hergestellt werden. Es gibt jedoch auch Handschriften mit weniger oder mehr Blättern. Dann wurde der Schriftspiegel festgelegt und Linien für die Schriftzeilen mit Hilfe von Stilus, Zirkel und Lineal in das Pergament eingeritzt. Danach wurden die Pergamentbögen probeweise zusammengelegt und die Blätter durchnummeriert. Die Bücher erhielten meist einen Einband mit einem Holzdeckel, woraus sich die Bezeichnung „Codex“ nach dem lateinischen Wort caudex für Holzblock herleitet. In fast allen Fällen wurden die Handschriften in späteren Jahrhunderten neu gebunden, so dass von den originalen Einbänden höchstens noch ein Schmuck des alten Buchdeckels erhalten ist, z B. ein Elfenbein-Medaillon.

Unser heutiges Papier, das aus Zellulose oder Lumpen und Leim gewonnen wird, ist eine chinesische Erfindung – die Araber führten es im 13. Jahrhundert über Spanien in der westlichen Welt ein. Bis zum späteren 14. und 15. Jahrhundert verdrängte das Papier das teurere Pergament als Schreibgrundlage.

## Beteiligte

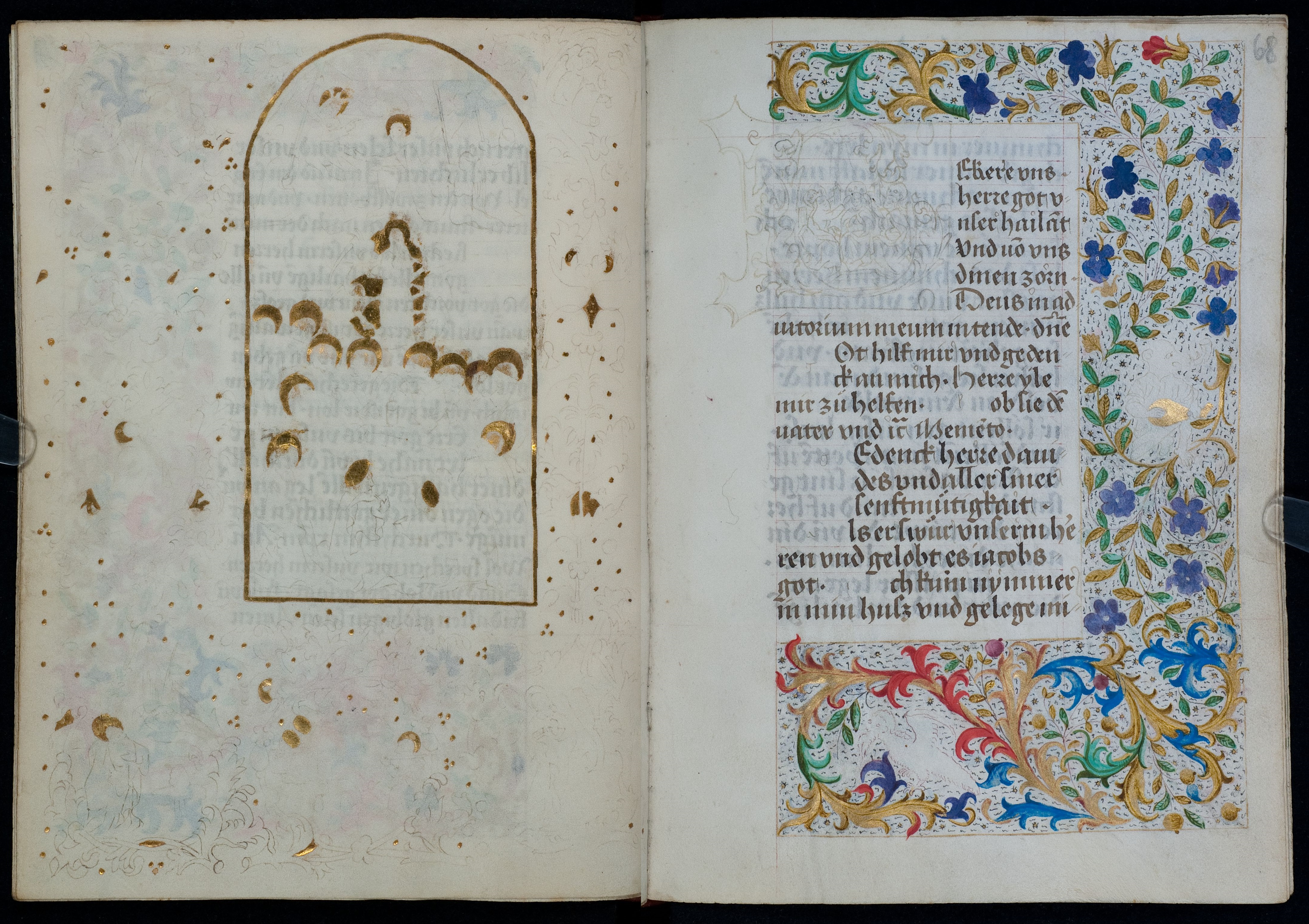
Seiten in unterschiedlichen Stadien des Entstehungsprozesses, Eberhard-Gebetbuch (1492–96), WLB Stuttgart, Cod. brev. 1, f.67v / 68r

Im Frühmittelalter wurden die Handschriften in der Regel von Mönchen oder Nonnen geschrieben, denn zum einen handelte es sich zum großen Teil um Handschriften für den liturgischen Gebrauch und zum anderen konnten Laien nur selten schreiben. Die Arbeit im Skriptorium war beliebt, denn es war einer der wenigen Räume im Kloster mit einer Heizung. Der Schreiber ließ bei seiner Arbeit Platz für Überschriften (Rubriken, Initialen und Bilder). Gelegentlich wurden dabei auch kurze Arbeitsanweisungen für den Maler gegeben. Der Schreiber a war in der Regel nicht der Autor des Textes. Seine Aufgabe war vor allem das möglichst korrekte Kopieren einer Vorlage. b Meist fügte der Schreiber in einem zweiten Arbeitsschritt auch die Rubriken ein. Das Aufmalen von Bordüren und die weitere künstlerische Ausgestaltung der Seite war dann Aufgabe der Illustratoren. In der Mehrzahl handelte es sich spätestens seit dem Hochmittelalter, als immer mehr Handschriften für ein Laienpublikum hergestellt wurden, um spezialisierte Handwerker. Die Kombination Schreiber-Illustrator war sehr viel seltener, z. B. Bischof Eadfrith, der um 720 das Evangeliar von Lindisfarne schrieb und auch verzierte – wofür er vier Jahre brauchte.
Es gibt auch zahlreiche Handschriften, die ausschließlich von Frauen hergestellt wurden, z. B. der Codex Gisle kurz nach 1300. Die Herstellung von Büchern und ihre künstlerische Ausgestaltung setzt Können und Bildung voraus, aber trotz einiger gegenteiliger Zeugnisse war der Bildungsstand geistlicher Frauen im frühen und hohen Mittelalter bemerkenswert hoch, denn Frauen wie Männer erhielten Bildung lange Zeit fast ausschließlich, doch nahezu gleichberechtigt, in Klöstern und Kathedralschulen. Erst mit der Gründung von Universitäten ab dem 12. Jahrhundert waren Frauen von akademischer Bildung ausgeschlossen, weil sie nicht studieren durften. Spätestens im Hochmittelalter war die künstlerische Weiterentwicklung auch deshalb erschwert, weil die kirchlichen Regeln und Klausurvorschriften für Frauenklöster strenger wurden. Dennoch schufen manche Klöster, wie z. B. die Abtei Chelles bei Paris oder das Dominikanerinnenkloster in Paradiese bei Soest weiterhin hochwertige Handschriften. Eine neuere Analyse von 23.774 Manuskripten aus dem Zeitraum von rund 800 bis 1626 kommt zu dem Ergebnis, dass mindestens jede hundertste Schrift aus dem Mittelalter eine weibliche Handschrift trägt.

## Schreibwerkzeug

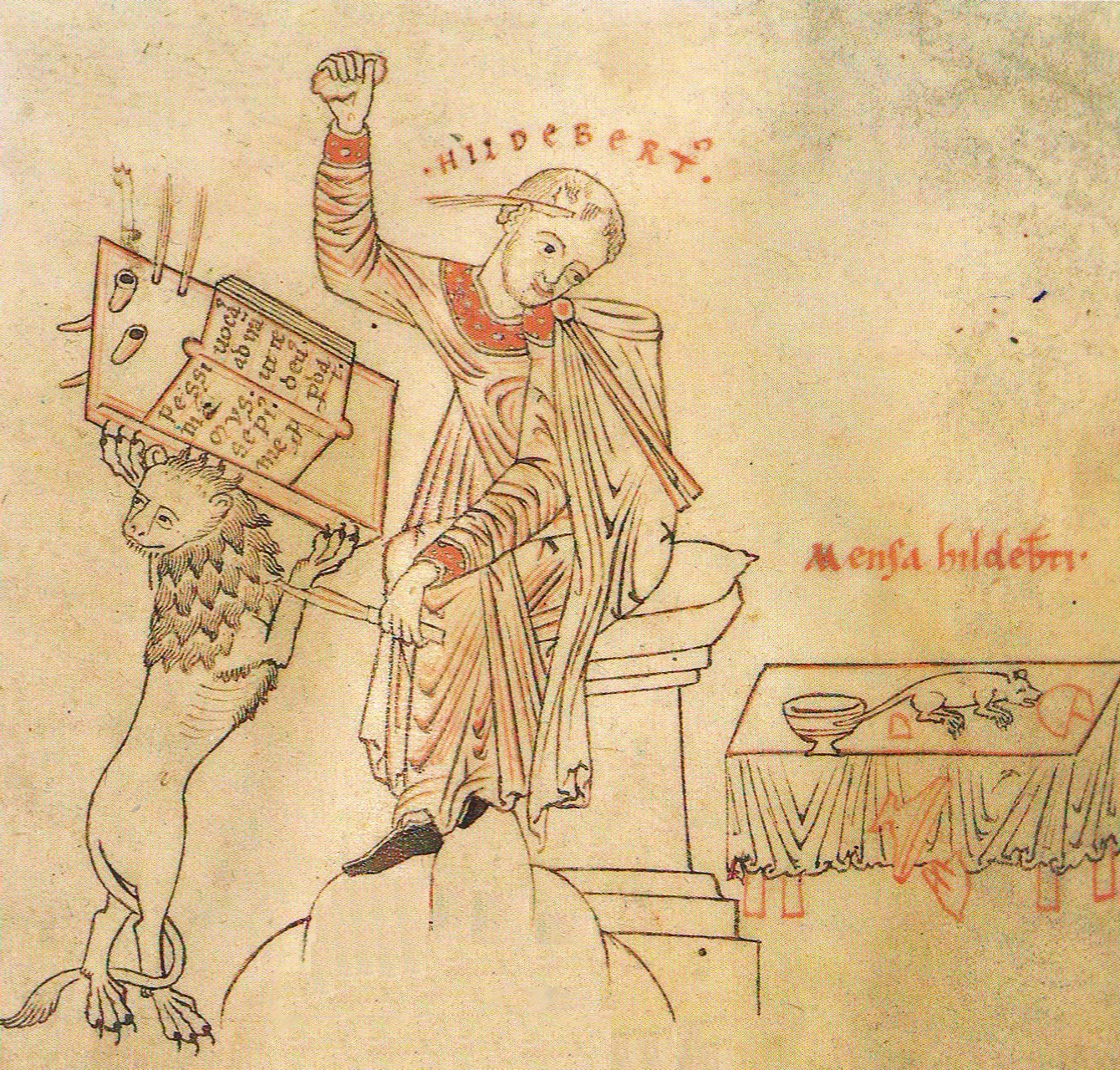
Vor dem Schreiber Hildebertus steht das Schreibpult, in das zwei Rinderhörnchen und zwei Gänsefedern eingehängt sind. Der Mönch Hildebertus hält in seiner linken Hand das Federmesser. Hinter seinem Ohr klemmt die gerade zum Schreiben verwendete Feder. Hildebertus zielt mit einem Schwamm auf eine Maus, die auf seinen Tisch (mensa) gesprungen ist. (Augustinus, De civitate Dei, um 1140, Kapitelbibliothek Prag, Ms Kap. A XXI, fol. 133r, Ausschnitt)

Man schrieb mit Federkielen – meist Gänsefedern, die man penna c nannte und mit sogenannten Federmessern schärfte. Fehler wurden mit dem Federmesser abgeschabt – das heutige Wort radieren ist verwandt mit rasieren. Als Gefäße für die Tinten dienten u. a. Rinderhörner. Auf mittelalterlichen Abbildungen sieht man meist nur zwei oder drei Rinderhörner für Text in Schwarz, Überschriften („Rubriken“) und Initialen in Rot, sowie ggf.  Blau, um Initialen abwechselnd in Rot und Blau zu schreiben. Alle anderen Teile wie Bordüren, Ornamente, Buchmalerei wurden in der Regel erst in einem zweiten Arbeitsgang eingefügt.

## Tinten
Zu den wichtigsten Rezeptsammlungen des frühen Mittelalters gehören das sogenannte Lucca-Manuskript aus der Zeit um 800, sowie in wenig verändertem Wortlaut in der „Mappae Clavicula“ (10. Jh.), „Liber sacerdotum“ (Paris, Bibl. Nat., ms. lat. 6514, fol. 41–51, 10.–11. Jh.), „De coloribus et artibus Romanorum“ (11. Jh.) eines Autors, der sich Heraclius nennt (11. Jh.) und „Schedula diversarum artium“ des Theophilus Presbyter (12. Jh.).
Das häufigste Farbpigment ist Bleiweiß, das in der Natur als Bleikarbonat vorkommt, aber im Mittelalter meist hergestellt wurde, indem in einem verschlossenen Topf unter warmen Mist Bleistreifen den Ausdünstungen von Essig ausgesetzt wurden. Kalk und Gips wurden meist nur verwendet als Substrate für organische Farben oder Untergrund für Metallblätter.

Schwarze Farbe wurde meist aus Ruß hergestellt und mit Baumharz als Bindemittel angerührt. Rußtinten sind bereits seit dem 3. Jahrhundert vor Christus bezeugt. Sie sind zwar lichtbeständig, aber feuchtigkeitsempfindlich. Die schwarze Rußtinte haftete allerdings nicht fest auf Pergament und Papyrus, man konnte sie leicht abwaschen und abkratzen und machte sich das bei dem hohen Preis des Materials zunutze, indem man das Schriftstück nach Entfernung der ersten Schrift wiederum beschrieb. Solche Handschriften nennt man Palimpseste. Ein anderes Herstellungsverfahren für schwarze Tinte bestand darin, Galläpfel zu sammeln. Diese Eisengallustinten verlaufen nicht, können aber unter Umständen das Beschreibmaterial zerfressen. Mischen mit Bleiweiß führte zu grauen Tönen.

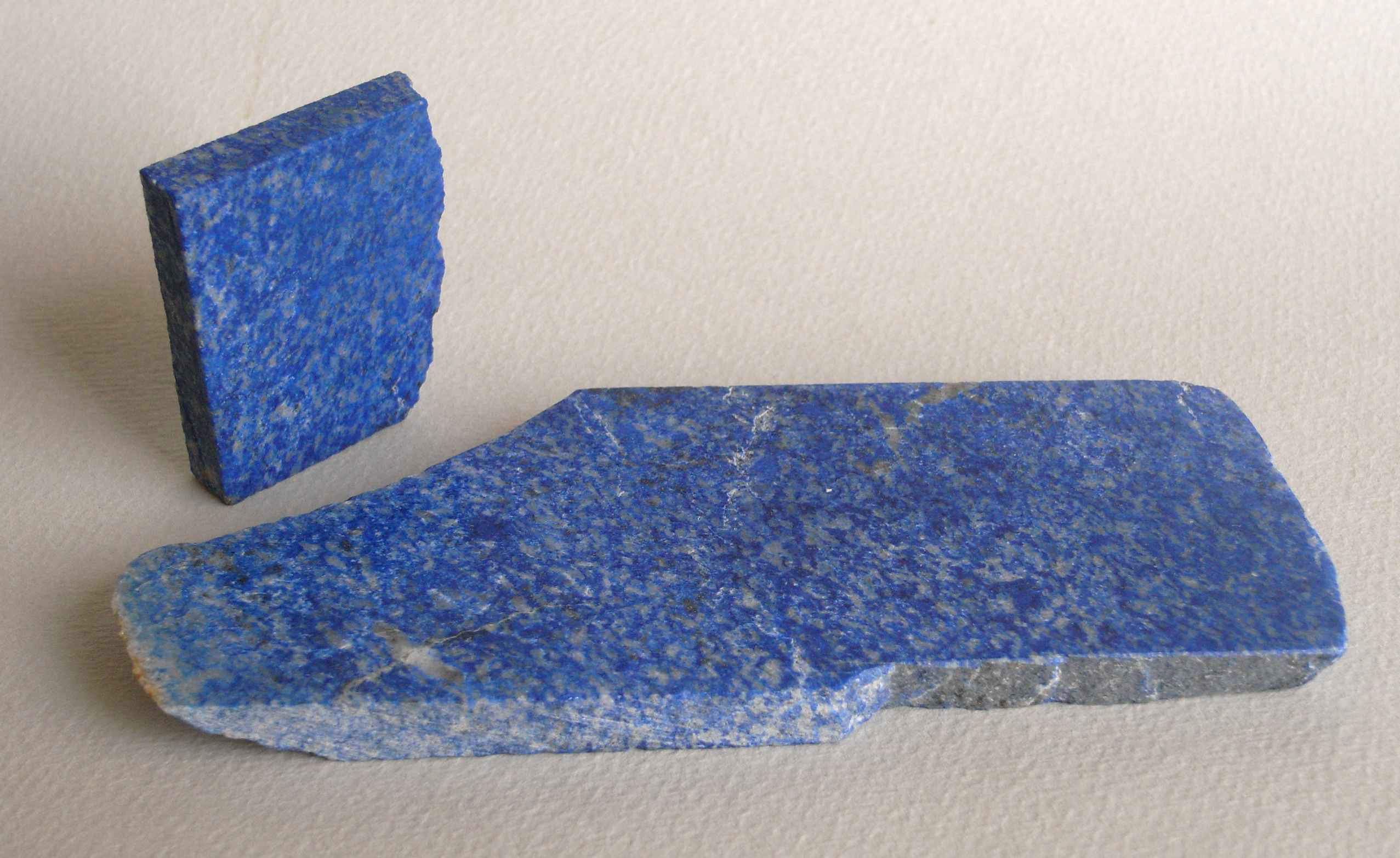
Lapislazuli

Blaue Farbe gab es in drei Varianten. Ultramarin wurde aus dem Halbedelstein Lapislazuli hergestellt, den man im heutigen Afghanistan fand, weshalb dieses Pigment extrem teuer war. Dennoch war es bis ins 14. Jahrhundert hinein vorherrschend, unter anderem, weil es deckend, farbbeständig und dauerhaft war. Azurit, ein hydriertes Kupferkarbonat, das man im Mittelalter aus Minen in Deutschland, Böhmen, Ungarn und Frankreich gewann, war unter dem Namen „Deutsches Blau“ bekannt. Indigo ist ein Extrakt aus der asiatischen Pflanze Indigofera tinctoria oder der europäischen Isatis tinctoria, dem Färberwaid; die beiden Pigmente sind chemisch identisch.

Im Frühjahr konnte man die Dornen von Weißdorn oder Schlehen pflücken und ihre Rinde einige Tage in Wasser einweichen. Das rot-braune Wasser wurde gefiltert, erhitzt und noch einmal mit der Rinde gemischt. Dieser Vorgang wurde so lange wiederholt, bis die Rinde ganz ausgebleicht war. Dann wurde die Flüssigkeit mit Wein eingekocht und zum Trocknen in Säckchen in die Sonne gestellt. Wenn die braune Dornrindentinte verwendet werden sollte, musste das Material zuerst wieder in Wein aufgelöst werden. Die Tinte war lichtecht und feuchtigkeitsresistent.

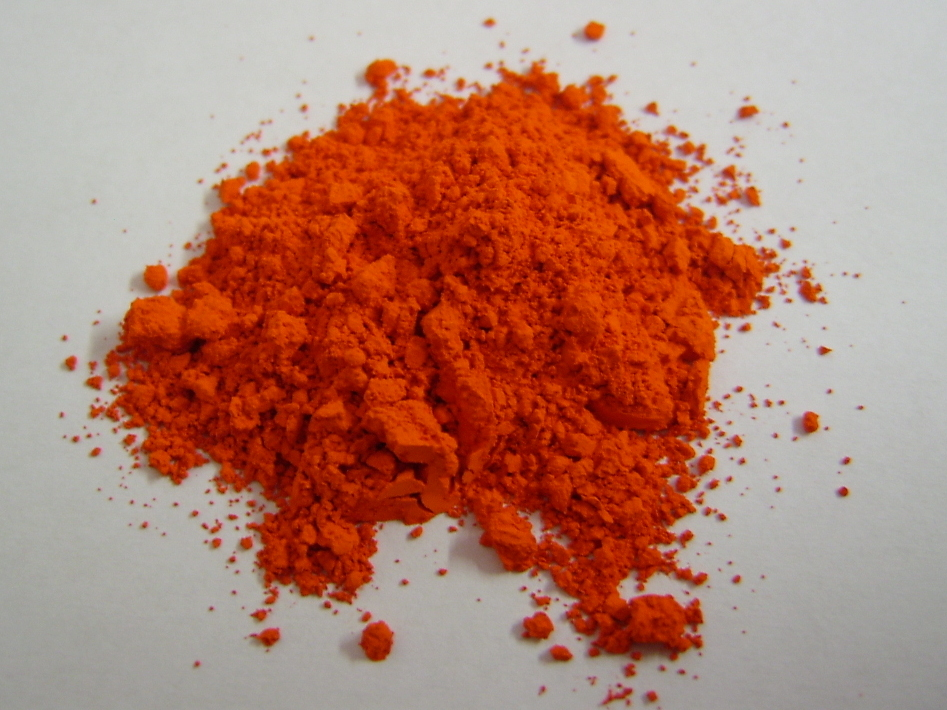
Mennige

Sehr früh verwendeten Schreiber auch rote Tinten vor allem, um Initialen einzufärben, einzelne Wörter oder Überschriften zu kennzeichnen. Der Begriff „Rubrik“ kommt vom lateinischen Wort rubricare – etwas rot färben. Leuchtend hellrote Tinte wurde aus dem Bleioxid Mennige gewonnen. d Das Mineral Zinnober, das auch heute noch in Spanien vorkommt, aber auch aus Quecksilber und Schwefel künstlich hergestellt werden kann, wurde für dunkelrote Tinten verwendet. Rote Pigmente ließen sich auch aus eisenhaltigen roten Erden gewinnen, sowie aus Pflanzen, z. B. den Wurzeln des Färberkrapp (Rubia tinctorum), der Schwarzen Malve oder aus Schildläusen, welcher Farbstoff Kermes genannt wurde.

Purpurrote und violette Farben konnten durch Mischen von Ultramarin und organischen Rotpigmenten gewonnen werden. Es konnte aber auch aus verschiedenen Schneckenarten gewonnen werden. Für 1,2 g kristallinen Purpurfarbstoff wurden jedoch rund 10 000 Schnecken benötigt. Kermin wird aus dem Weibchen der Kermesschildlaus (Kermes vermilio Planch.) gewonnen, die auf der Kermeseiche (Quercus coccifera L.) lebt.

Gelbe und orange Farben ließen sich durch Mischen von Erden und Ockern herstellen, aber Gelbtöne ließen sich auch aus Safran (Blütenstengel von Crocus sativus), der Färberdistel (Carthamus tinctorius), der Färber-Resede (Reseda luteola) oder dem Purgier-Kreuzdorn (Rhamnus catharica) gewinnen. Auch Arsenbasierte Pigmente waren verfügbar, die unter dem Lateinischen Namen „auripigmentum“ (Goldpigment) bekannt, aber nicht immer verfügbar waren. Auripigment hat einen schwefelgelben Farbton und vermalt sich deckend bis halbtransparent. Weil dieses Pigment hochgiftig und reaktiv ist, wurde es meist nur im frühen Mittelalter verwendet und durch die Minerale Realgar und deren Abbauprodukt Pararealgar ersetzt.

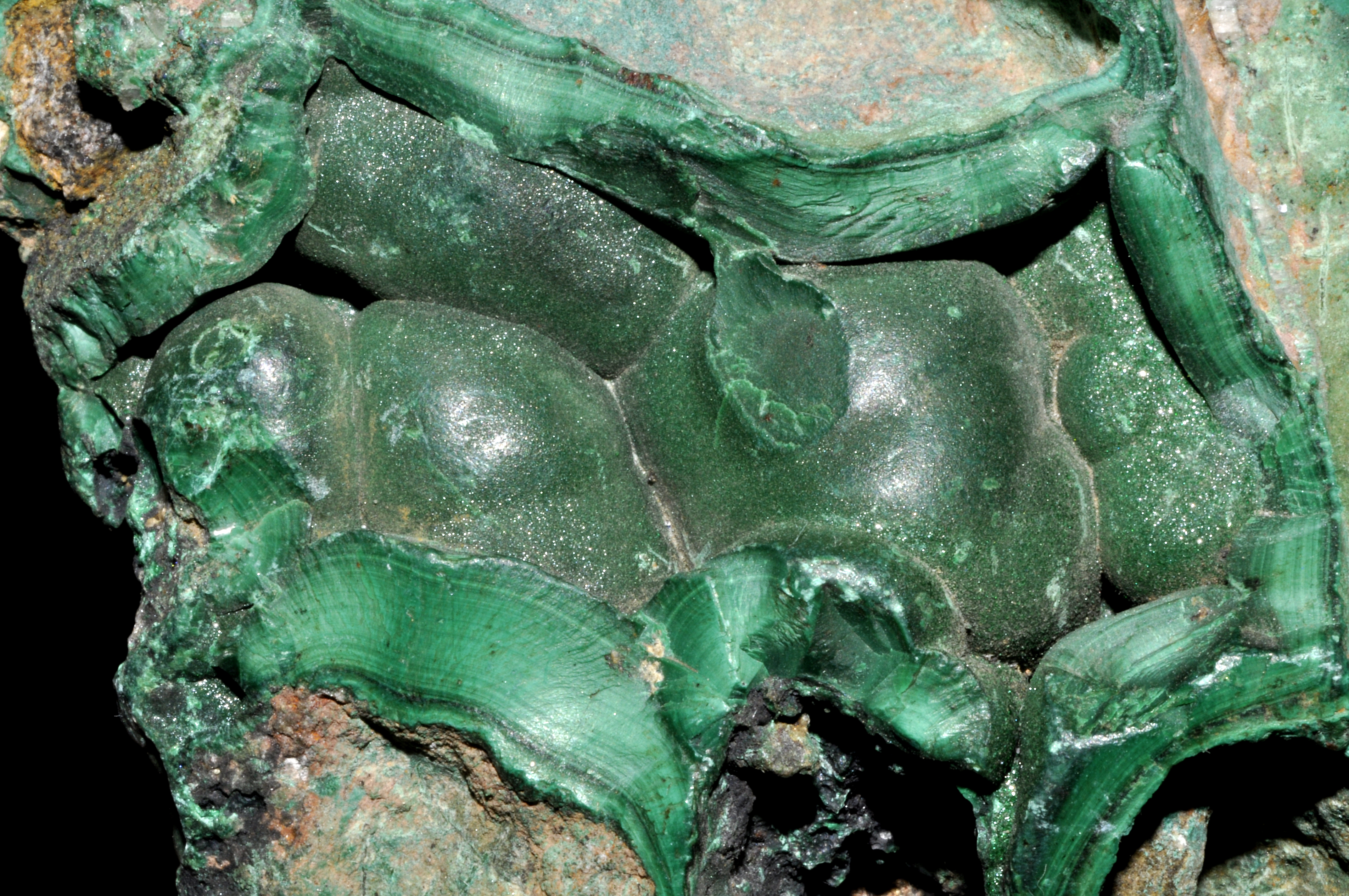
Malachit

Aus Grünspan konnte ein leuchtendes und haltbares Grün gewonnen werden. Kupferplatten wurden dafür mit Essig, Urin oder Weintrestern begossen. Nach einiger Zeit konnten dann die grünen Ausblühungen von der Platte abgekratzt werden. Grünspan verträgt sich jedoch nicht mit allen anderen Pigmenten. Ist das Pergament nicht grundiert, kann der Grünspan auch die Malfläche zerstören. Malachit, ein Kupferkarbonat, das häufig zusammen mit Azurit gefunden wird, ergab ein Grün, das beinahe so leuchtend ist wie Grünspan, aber deutlich stabiler. Obwohl es seit dem 10. Jahrhundert Minen gab, in denen Azurit und Malachit gewonnen wurden, wurde Malachit erst ab dem 15. Jahrhundert in einem nennenswerten Umfang verwendet. Grüne Pflanzensäfte als Extrakte von Lauch, Petersilie und Schwertlilie wurden bisweilen als Schattierung für Grünspan verwendet.
Für die Herstellung von Tinten aus Mineralien, beispielsweise von Ocker, waren in der Regel vorbereitende Arbeitsschritte erforderlich. Beimischungen von Sand und Erde wurden entfernt, indem das Material mit Wasser zu einer dünnen Paste verrührt wurde. Sand sank dann bald nach unten und Humus sowie ähnliche Bestandteile schwebten nach oben und konnten abgeschöpft werden. Diesen Vorgang konnte man mehrfach wiederholen und dabei teilweise auch Tone und Lehme entfernen. Mineralisches Pulver ließ sich in gleicher Weise in Fraktionen unterschiedlicher Korngröße aufteilen, denn die schwersten Partikel sinken zuerst. Die meisten kristallinen Mineralien zeigen ihre Farbe am besten, wenn die Partikel nicht zu fein sind. Besonders schwierig war es die Herstellung von Ultramarinblau aus Lapislazuli wegen der unvermeidlichen Beimischungen. Wohl basierend auf Versuch und Irrtum wurden Verfahren entwickelt, die moderne Techniker erstaunen lassen.

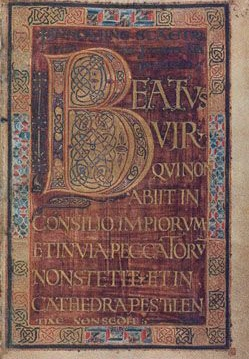
Der Dagulf-Psalter (Aachen, vor 795) enthält keinen Bildschmuck, wurde aber mit Gold- und Silbertinte auf purpur gefärbtem Pergament geschrieben.

Texte, die besonders hervorgehoben werden sollten, konnten auch mit Goldtinte, seltener Silber geschrieben werden. e Um eine flüssige Form herzustellen, wurden die Metalle mit Quecksilber oder mit Salz und Honig vermischt und zu einem Pulver zermahlen. f Anschließend konnte durch Erhitzen das Quecksilber verdampft werden, während Salz und Honig ausgewaschen wurden. Zum Schreiben wurde das Pulver dann mit Eiklar, g Kirsch- oder Pflaumengummi, sowie Pergamentstärke oder Fischleim zu einer dicken Flüssigkeit verrührt. Diese wurde üblicherweise in eine Muschel geschüttet, woher die Bezeichnungen Muschelgold und Muschelsilber stammen. Um Goldeffekte nachzuahmen, kamen auch Tinten zum Einsatz, die aus dem Gewürz Safran oder Färber-Wau hergestellt wurden. Das gleiche Herstellungsverfahren kam auch bei Tinten aus Kupfer oder Zinn zum Einsatz.

Um den Wert der mit Gold- und Silbertinten geschriebenen Bücher noch weiter zu steigern, beschrieb man damit vorzugsweise in Purpur getränktes Pergament. Echter Purpur wurde seit der Antike aus dem Sekret bestimmter Meeresschnecken gewonnen. Bekannt ist das Tyrische oder Byzantinische Purpur, gewonnen aus Purpurschnecken der Muricidae-Familie. Über Jahrhunderte hinweg war Purpur eines der teuersten Handelsgüter an der nordafrikanischen Küste. Zum Malen ist echter Purpur allerdings nicht geeignet, man kann nur größere Flächen einfärben.

## Illuminationen

### Anleitungen und Musterbücher

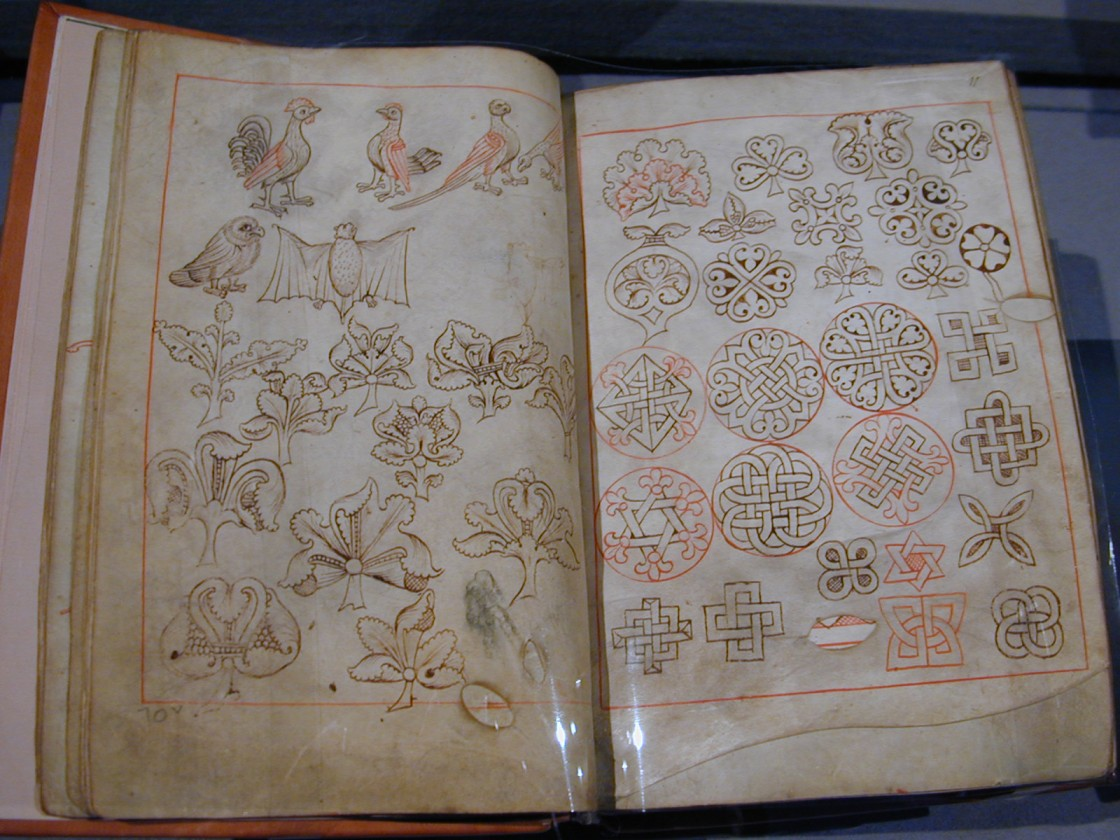
Doppelseite folio 10r und 11v des Reiner Musterbuchs (entstanden um 1210)

Für die Bilder konnten nicht nur die reinen Farben genutzt, sondern für realistische Darstellungen mussten auch Farben gemischt werden. Hierzu war es u. a. erforderlich zu wissen, welche Farben sich nicht vertragen. Zum anderen etablierten sich verschiedene Standardtechniken z. B. zum Malen von Gesichtszügen
 Obwohl Kenntnisse über die Schreib- und Illustrationstechniken meist mündlich vom Lehrer an den Schüler weitergegeben wurden, zeigen diese Beispiele, dass das Wissen auch schriftlich verbreitet wurde. Als ab dem 12. Jahrhundert neue Verfahren und Weiterentwicklungen der alten Farbrezepte in Gebrauch kamen und es immer mehr weltliche Schreiber und Maler gab, wurden die Anweisungen für diesen Personenkreis in Werkstatt- und Musterbüchern zusammengefasst.

### Techniken

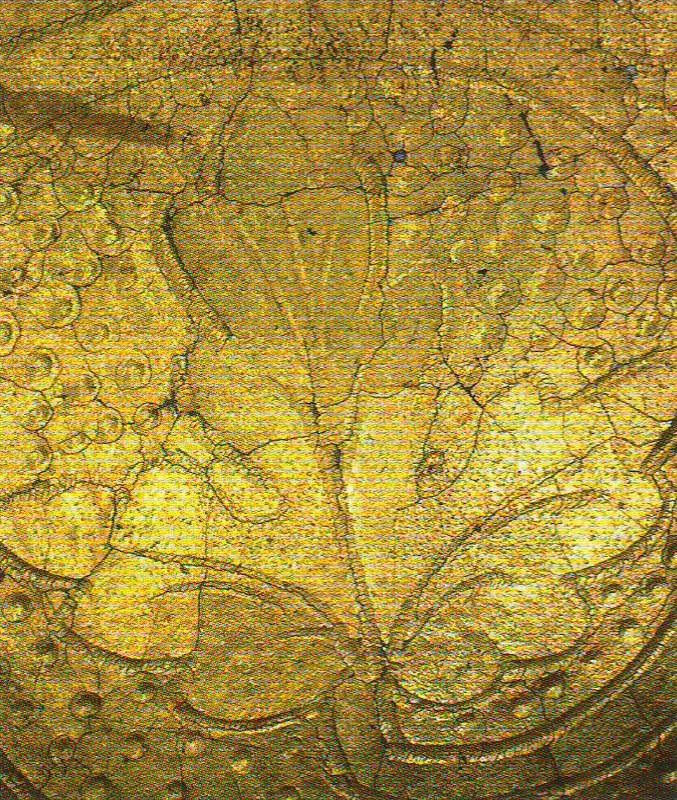
Punziertes Blattgold

Die „Illumination“ von Handschriften bezeichnet im engeren Wortsinn eine Dekoration, die glänzt. Eine derartige Dekoration sollte das innere Auge devoter Leser/Betrachter auf das göttliche Licht richten, sie „erleuchten“. Dazu wurden wertvolle Metalle verwendet, meist Gold, seltener Silber. Die Metallfarben wurden mit einem Federkiel oder einem Pinsel aufgetragen und manchmal noch poliert. h Bezog man Blattgold in die Gestaltung der Miniatur ein, wurde es entweder bereits direkt nach den ersten Vorzeichnungen mit Eiklar auf dem Pergament fixiert oder, damit das Gold seinen vollen Glanz entfalten kann, auf eine rotbraune Grundierung aus Ocker, den „Bolus“, aufgetragen. Die wichtigste Eigenschaft der Grundierung ist die Polierbarkeit; sie muss auch nach dem Trocknen weich bleiben und dadurch dem Druck des Poliergeräts nachgeben. Die früheste Erwähnung polierbarer Grundierungen findet sich bei Heraclius in seinem um 1200 verfassten Traktat De Coloribus et Artibus Romanorum. Nach dem Trocknen wurde das Blattgold mit einem Eberzahn oder einem Achat poliert. Manchmal wurde einer Blattgoldfläche noch durch Punzierung eine Struktur eingeprägt.

Ab dem 13. Jahrhundert bemühten sich die Illuminatoren, auch Textilien nahezu dreidimensional erscheinen zu lassen: halbdurchsichtige Glasuren aus Indigo oder organischem Rot konnten Schatten andeuten, ebenso wie stärker mit dem Grundpigment gesättigte Flächen. Andere Teile, z. B. Falten konnten hervorgehoben werden durch Beimischen von Bleiweiß. Auch Impasto-ähnliche Techniken ergaben textile Effekte. Die Lambeth-Apokalypse zeigt verschiedene Abstufungen von dünnen Schichten, an denen das Pergament durchscheint, bis zu hoch-reflexiven Flächen, erzeugt durch Vermischen von gesättigtem Indigo mit grob zerriebenem Gips, um eine fellartige Textur anzudeuten.

### Buchmalerei
- David Bland: A History of Book Illustration – The Illuminated Manuscript and the Printed Book. Faber & Faber, London 1958, Chapter 2: Medieval Illumination in the West. S. 40–83.
- Stephanie Hauschild: Mönche / Maler / Miniaturen – Die Welt der mittelalterlichen Bücher. Jan Thorbecke, Ostfildern 2005, ISBN 3-7995-0148-7.
- Claudia List, Wilhelm Blum: Buchkunst des Mittelalters: ein illustriertes Handbuch. Belser, Zürich 1994, ISBN 3-7630-2310-0.
- Heinz Roosen-Runge: Buchmalerei. In: Hermann Kühn, Heinz Roosen-Runge, Rolf E. Straub, Manfred Koller: Reclams Handbuch der künstlerischen Techniken. Band 1: Farbmittel – Buchmalerei – Tafel- und Leinwandmalerei. Philipp Reclam, Stuttgart 1988, ISBN 3-15-030015-0, S. 55–123.
- Vera Trost: Skriptorium – Die Buchherstellung im Mittelalter. Belser, Stuttgart 2011, ISBN 978-3-7630-2594-7.
- Ingeborg Uhl: Buchmalerei – Geschichte, Technik und Ikonographie. Buch-Kunstverlag, Ettal 1971, ISBN 3-87112-041-3.
- Franz Unterkircher: Die Buchmalerei – Entwicklung, Technik, Eigenart. Anton Schroll Co, Wien 1974, ISBN 3-7031-0383-3, hierin Eigenart und Technik. S. 8–15.
- W. Wattenbach: Das Schriftwesen im Mittelalter. 2. Auflage. Hirzel, Leipzig 1875, S. 288–323.

### Pigmente, Farben, Tinten
- Anita Albus: Die Kunst der Künste – Erinnerungen an die Malerei. Eichborn, Frankfurt am Main, Erfolgsausgabe 1997, ISBN 3-8218-4461-2, Von verlorenen Farben. S. 291–356. (Bespricht i. W. Künstlerfarben, mittelalterliche Rezepte eher beiläufig auf S. 294, 303f, 308f, 311, 314, 317f, 323f., 334f., 343ff.)
- Spike Bucklow: The Alchemy of Paint: Art, Science and Secrets from the Middle Ages. Marion Boyars, London 2009, ISBN 978-0-7145-3172-4. Chapter 1: Color: Dyes, Pigments and Metals
- Nicolaus Equiamicus: Kleines Rezeptbuch der historischen Tinten. Bohmeier, Leipzig 2009, ISBN 978-3-89094-593-4 (Anleitungen zur Selbstherstellung)
- Magdalene Gärtner: Historical pigments, dyes and binders. In: Physical Sciences Review. 6(2021), S. 419–476.
- Hermann Kühn: Farbmaterialien, Pigmente und Bindemittel. In: Hermann Kühn, Heinz Roosen-Runge, Rolf E. Straub, Manfred Koller: Reclams Handbuch der künstlerischen Techniken. Band 1, Philipp Reclam, Stuttgart 1988, ISBN 3-15-030015-0, S. 7–54.
- Claudia List, Wilhelm Blum: Buchkunst des Mittelalters – ein illustriertes Handbuch. Belser, Stuttgart 1994, ISBN 3-7630-2310-0, Kapitel Materialien und Techniken. S. 24–35.
- Stella Panayotova: Painting Materials and Techniques in Western Illuminated Manuscripts c. 600 – c 1600. In: Stella Panayotova (Hrsg.): The Art & Science of Illuminated Manuscripts – A Handbook. Harvey Miller, London / Turnhout 2020, ISBN 978-1-912554-59-1, S. 127–170.
- Heinz Roosen-Runge: Farbe, Farbmittel der abendländischen ma. Buchmalerei. In: Reallexikon zur Deutschen Kunstgeschichte. Bd. 6, 1974, Sp. 1463–1492.
- Heinz Roosen-Runge: Buchmalerei. hier: Farben und Bindemittel. S. 75–103.
- Daniel V. Thompson: The Materials and Techniques of Medieval Painting. Allen & Unwin, New York 1936, reprint Dover, New York 1956.
- Vera Trost: Gold- und Silbertinten. Technologische Untersuchungen zur abendländischen Chrysographie und Argyrographie von der Spätantike bis zum hohen Mittelalter. Harrassowitz, Wiesbaden 1991, ISBN 3-447-02902-1.
- Norbert Wolf: Der Herzog von Berry und die reiche Kunst der Gotik. Faksimile-Verlag, Luzern 2004, Kapitel Im Laboratorium mittelalterlicher Buchmalerei: Farben und ihre Herstellung. S. 118–121.
- Norbert Wolf: Die Buchmalerei der frühen Gotik in England. Faksimile-Verlag, Luzern 2007, Kapitel Im Laboratorium mittelalterlicher Buchmalerei: Tinte – nicht immer für die Ewigkeit. S. 120 f.